# Tickhill
Tickhill è un paese di 5.264 abitanti della contea del South Yorkshire, in Inghilterra.